# François Debois
François Debois, né le 11 avril 1975, est un scénariste de bande dessinée français, et le chanteur/co-compositeur du groupe de musique post-punk Out of Loops.

## Biographie
Après avoir écrit plusieurs dizaines d'albums de bandes dessinées chez différents éditeurs, François Debois s'est lancé dans une aventure musicale, en montant le groupe de post-punk Out of Loops avec Serge Jouan.
La musique d'Out of Loops accompagne des productions vidéos qui plongent les spectateurs dans des mondes étranges, souvent fantastiques, et intégralement produites par le groupe.

## Œuvre

### Albums de bandes dessinées
- Les Chasseurs d'écume, scénario de François Debois, dessins de Serge Fino, Glénat, collection Grafica
  1. 1901, Premières sardines, 2011  (ISBN 978-2-7234-7780-2)
  2. 1909, Les maîtresses du quai, 2012  (ISBN 978-2-7234-8733-7)
  3. 1913, Le patron de pêche
  4. 1920, La revanche des chevaliers de fer blanc
  5. 1934, Le crâne de la plage
  6. 1939, Les sardines sous le contrôle de la Gast
  7. 1946, La guerre de la bolinche
  8. 1960 - Ne pas perdre un homme
- L'or des marées, scénario de François Debois, dessins de Serge Fino, Glénat, collection Grafica
  1. Les Moissonneurs de la mer
  2. Les Amants de la Mer d'Iroise
  3. Tempêtes et accalmies
  4. Pilleurs d'épaves

- Ash, scénario de François Debois, dessins de Krystel, Soleil Productions, collection 1800

1. Anguis seductor hominum, 2010  (ISBN 978-2-302-01114-4)
2. Faust, 2011  (ISBN 978-2-302-01831-0)

- Magda Ikklepotts, scénario de François Debois et Pascale Bélorgey, dessins de Krystel, Ankama

1. Tome 1, 2014
2. Tome 2, 2015
3. Tome 3,  2017

- Le Sang de la Sirène, scénario de François Debois, dessins de Sandro, Soleil Productions, collection Soleil Celtic, 2007  (ISBN 978-2-84946-869-2)
- Les Contes de Brocéliande, Soleil Productions, collection Soleil Celtic

1. Livre premier : La Dryade, scénario de François Debois et Nicolas Jarry, dessins de Guillaume Lapeyre, Marc-Antoine Boidin et Stéphane Bileau, 2004  (ISBN 2-84565-779-X)
2. Livre second : Polbik le korrigan, scénario de François Debois et Alexis Sentenac, dessins de Ludovic Souillard, Guy Michel, Mika et Javier Sicilia, 2005  (ISBN 2-84565-780-3)

- Les Contes de l'Ankou, Soleil Productions, collection Soleil Celtic

2. Qui est mon père ?, scénario de Jean-Luc Istin, Éric Liberge, François Debois et Erwan Le Breton, dessins collectifs, 2005  (ISBN 2-84565-739-0)
- Les Contes du Korrigan, Soleil Productions, collection Soleil Celtic

2. Livre second : Les mille Visages du Diable, scénario de François Debois, Erwan et Ronan Le Breton, dessins de Frédéric Gaéta, Jean-Luc Istin, Guillaume Lapeyre et Guy Michel, 2003  (ISBN 2-84565-483-9)
- Le Dieu des Cendres, dessins d'Aja, Soleil Productions, collection Soleil Celtic

1. Luchtigern, scénario de François Debois, 2008  (ISBN 978-2-302-00235-7)
2. Eineachlan, scénario de François Debois et Nathaniel Legendre, 2010  (ISBN 978-2-302-00724-6)

- Le Gardien du Feu, scénario de François Debois, dessins de Sandro, Soleil Productions, collection Soleil Celtic

1. Goulven, 2009  (ISBN 978-2-302-00337-8)
2. Adèle, 2010  (ISBN 978-2-302-01049-9)

- Green world, scénario de François Debois, dessin de Gabor, Soleil Productions

1. Quand meurent les Cebyllins, 2007  (ISBN 978-2-84946-899-9)

- Le Grimoire de féerie, dessins de Jean-Marie Minguez, Soleil Productions, collection Soleil Celtic

1. Le Secret de Bagueer, scénario de François Debois et Jean-Luc Istin, 2004  (ISBN 2-84565-733-1)

- Hero Academy, scénario de François Debois, dessins de Carlos Javier Olivares, Soleil Productions, collections NG (Tome 1) et Start (Tome 2)

1. La Relève débarque, 2006  (ISBN 2-84946-050-8)
2. L'Attaque des… robots !, 2007  (ISBN 978-2-84946-072-6)

- Histoires de Bretagne, scénario de François Debois, dessins de Sandro (tomes 1 à 4) puis Serge Fino (tome 5), Soleil Productions, collection Soleil Celtic

1. Jusqu'au bout de la terre, 2012  (ISBN 978-2-302-02006-1)
2. Le Sang de la sirène, 2012  (ISBN 978-2-302-02291-1)
3. Le Gardien du feu I, 2012  (ISBN 978-2-302-02292-8)
4. Le Gardien du feu II, 2012  (ISBN 978-2-302-02293-5)
5. Quand souffle le vent des îles, 2012  (ISBN 978-2-302-02297-3)

- Jack l'éventreur, scénario de François Debois, dessins de Jean-Charles Poupard, Soleil Productions, collection 1800

1. Les Liens du sang, 2012  (ISBN 978-2-302-01981-2)

- La Javanaise, scénario de François Debois et Cyrus, dessins d'Annabel, Glénat, collection Grafica[1]

1. La Fille de Mata Hari, 2013  (ISBN 978-2-72348-604-0)

- Les Larmes de Fées, scénario de François Debois, Soleil Productions, collection Soleil Celtic

1. La Mélopée des Abers, dessins de Mika, 2006  (ISBN 2-84946-482-1)
2. La Complainte des Moriganes, dessins d'Aja, 2008  (ISBN 978-2-302-00055-1)

- Magus, scénario de François Debois et Cyrus, dessins d'Annabel, Glénat, collection Grafica

1. Le Fossoyeur, 2009  (ISBN 978-2-7234-6569-4)
2. Le Félon, 2010  (ISBN 978-2-7234-7067-4)
3. L'Insoumise, 2011  (ISBN 978-2-7234-7584-6)

- Quand souffle le vent des îles, scénario de François Debois, dessins de Serge Fino, Soleil Productions, collection Soleil Celtic, 2010  (ISBN 978-2-302-00964-6)
- La Quête du Graal, scénario de François Debois, dessins de Stéphane Bileau, Soleil Productions, collection Soleil Celtic

1. Arthur Pendragon, 2006  (ISBN 2-84946-387-6)
2. Le Tombeau de Balor, 2008  (ISBN 978-2-84946-865-4)
3. Les Chevaliers de la Table Ronde, 2009  (ISBN 978-2-302-00495-5)
4. Les Terres désolées, 2011  (ISBN 978-2-302-01304-9)
5. Galaad, 2017

- Talisman, scénario de François Debois, dessins de Montse Martín, Glénat, collection Grafica

1. Le Grimoire des souhaits, 2009  (ISBN 978-2-7234-6571-7)
2. Dans une sombre forêt, 2010  (ISBN 978-2-7234-7068-1)
3. Le Chaperon Rouge, 2011  (ISBN 978-2-7234-7755-0)

- Winston Hoggart, scénario de François Debois, dessins de Stéphane Heurteau, Carabas, collection Époques

1. Les Chemins de l'Ombre, 2004  (ISBN 2-914203-71-3)
2. L'Appel du Tor, 2005  (ISBN 2-351-00048-X)

- Les Arcanes d'Alya, scénario de François Debois, dessins de Gwendal Lemercier, Soleil Productions, collection Soleil Celtic

1. La Chasseresse écarlate, 2007  (ISBN 978-2-84946-797-8)
2. Âmes sœurs, 2008  (ISBN 978-2-302-00068-1)

### Ouvrages professionnels
- La boîte à outils de la créativité, éditions Dunod
- La boîte à outils du chef de projet, éditions Dunod
- 100 questions sur les créativités, éditions Afnor
- Qui a tué l'innovation ?, éditions Arkoad

## Prix
Le second prix de la BD maritime du Télégramme et du festival BD de Perros-Guirec a été décerné au tome 3 de la série de Debois et Fino : Les Chasseurs d'Écume
Prix des Jeunes Lecteurs de l'Oise pour Talisman : 669 élèves de CM2 et de 6e ont participé à l’édition 2010 du prix des jeunes lecteurs de l’Oise. C’est  Talisman T2, bande dessinée fantastique de Debois et Martin, qu’ils ont choisi parmi les sept ouvrages sélectionnés et étudiés tout le long de l’année scolaire à travers, notamment, des expositions et des rencontres avec les auteurs. L’inspection académique de l’Oise et le conseil général sont associés dans cette action originale, dont le but est de favoriser l’égalité des chances en milieu scolaire.